# 小行星8289
小行星8289（8289 An-Eefje）是一颗绕太阳运转的小行星，为主小行星带小行星。该小行星于1992年5月3日发现。

## 轨道参数
小行星8289的轨道半长轴为2.1918972 UA，离心率为0.156。